# 빅커스 중형전차 마크 II
비커스 중형전차 마크 II는 전간기에 빅커스가 지은 영국의 전차다. 빅커스 중형전차 마크 I에서 파생된 중형전차 마크 II는 영국군에서 여전히 운용 중이던 중형전차 C형을 대체하기 위해 개발되었다. 1925년부터 1934년까지 생산과 재생산이 이어졌다. 이후 이 전차는 순항전차 1형이 개발됨에 따라 1939년 퇴역한다. 마크 II는 이전 전차인 마크 I의 여러 문제점을 개선했다. 상부구조를 조금 더 높였고, 장갑방호판을 통해 개선된 서스펜션을 보호했으며, 래컴 클러치를 장착했다. 엔진은 마크 I이 사용하던 것을 그대로 사용했으나, 무게의 증가로 속도는 상대적으로 느려졌다.

## 디자인
마크 II는 마크 I의 차대와 서스펜션, 전파 방식을 그대로 사용했으나 새로운 상부구조를 사용했다. 주무기는 47 mm 3파운드 포와 포탑에 장착된 4정의 기관총이었다. 포탑 뒤쪽에는 경사면이 있었고, 이는 기관총의 대공사격을 위한 것이었다. 차체 측면에도 2정의 빅커스 기관총이 장착되어 있었다. 

## 운용
비커스 중형전차 마크 I과 마크 II는 5형 전차 일부를 대체하기 시작했다. 두 전차 모두 1938년 구식으로 간주될 때까지 왕립전차연대에서 운용했다. 1935년 모흐만드 전역에서 인도 제국의 북서변경주의 영국군이 마크 II 전차 2대를 실전에서 운용했다. 1939년 11월 일부 마크 II는 이집트로 파견되었는데, 퍼시 호바트와 이집트 기동사단이 실험용으로 사용했다. 그러나 1940년 6월 이탈리아 왕국이 영국에 선전포고를 할 때 즈음 비커스 중형전차는 이미 구식이었다.
1940년 여름 독일의 영국 침공이 가시화되자, 일부 퇴역 전차들이 짧게나마 다시 운용되었다. 1940년 9월 이탈리아의 이집트 침공 당시 빅커스 중형전차가 운용되지는 않았지만 마스라 마트루에서 빅커스 중형전차의 포탑이 사용되었다.